# Russula versicolor
Russula versicolor là một loài nấm thuộc chi Russula.